# Ruzyňský hřbitov
Ruzyňský hřbitov se nachází v Praze 6 v městské čtvrti Ruzyně mezi Karlovarskou silnicí a ulicí Pod Hřbitovem. Hlavní brána je na jeho východní straně, na ploše o rozloze 0,42 hektaru se nachází 30 hrobek, 660 hrobů a 110 urnových hrobů. Hřbitov spravuje příspěvková organizace Hřbitovy a pohřební služby hl. m. Prahy, Hřbitovní správa Malvazinky a Bubeneč.

## Historie

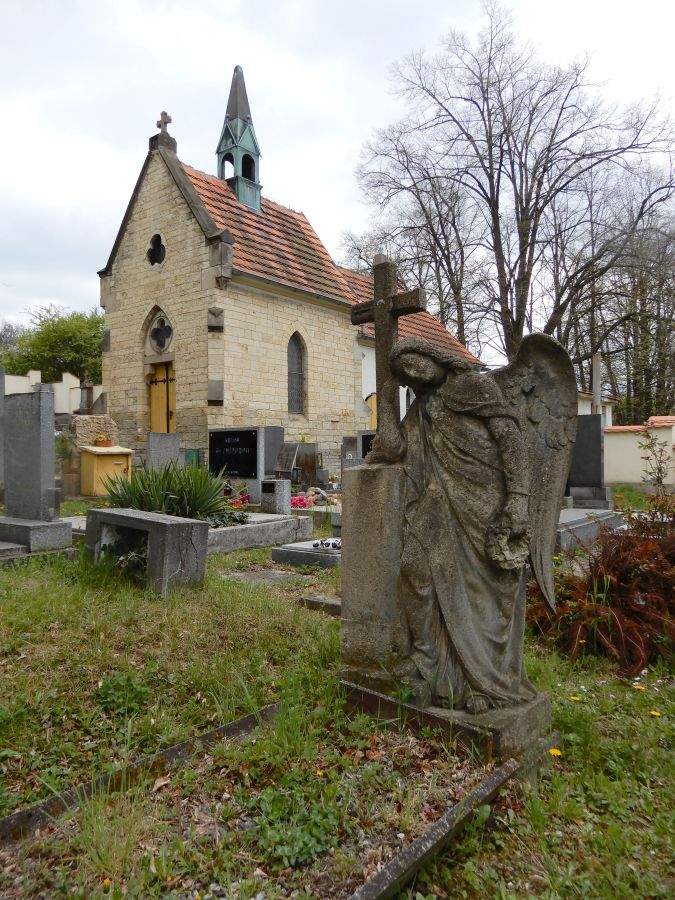
Kaple sv. Václava a náhrobní socha truchlícího anděla na jednom z nejstarších hrobů

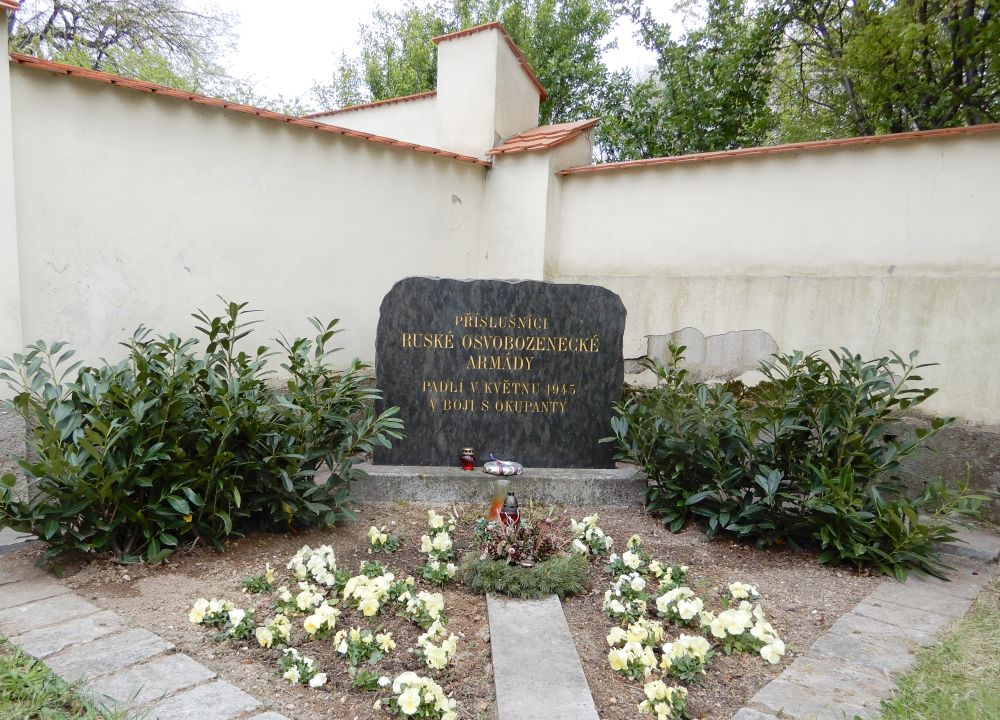
Hrob vojáků Ruské osvobozenecké armády

Hřbitov byl v Ruzyni založen jako druhý v pořadí. Zatímco toleranční hřbitov z let 1784-1788 v Huberově ulici byl výlučně pro evangelíky, tento asi z roku 1900 byl původně určen pro římskokatolické obyvatelstvo vesnice Ruzyně, přifařené k Libockému vikariátu. Hřbitov v Dolní Liboci již nedostačoval, sloužil také obyvatelům Vokovic a pro ruzyňské se jevil být daleko.
Rozkládá se na obdélném pozemku severně podél Karlovarské silnice pod její úrovní. Ve starší, východní části stojí v ose centrální cesty kamenný kříž se sochou Ukřižovaného na podstavci (datovaný 1902). Centrální cesta vede od hlavní brány západním směrem k novogotické kapli sv. Václava s márnicí, postavené z kvádříkového zdiva bělohorské opuky v letech 1902-1903; původně v ní byl oltář s obrazem sv. Václava. Ruzyňským obyvatelům zde bylo povoleno oslavit každoročně Svatováclavské posvícení. Kapli benedikoval a 2. října 1905 první mši svatou sloužil libocký farář a spisovatel P. Vlastimil Hálek. Za kaplí a márnicí západním směrem se vstupuje do druhé části hřbitova, založené kolem roku 1943.

## Hroby
- Remigius von Bergamin (27.5.1854 - 27.2.1941) s rodinou; švýcarský šlechtic původem z Obervazu, kanton Graubünden, ředitel Strassernova (Hugona rytíře von Strassern) cukrovaru v Ruzyni; mezi 1.8.1921-30.11.1926 honorární vicekonzul Švýcarské konferedace v Československu[2] Remigius byl synem Jakuba Bergamina, majitele statku v Obervazu v kantonu Graubünden ve Švýcarsku. Matka byla Josefina Strassernová z Feldkirchu z Tyrolska. Remigius se 29.6. roku 1878 v Liboci oženil s Paulinou Schmidovou, dcerou Františka Schmida, ministerského úředníka ve Vídni a Marie Christiny Dinglerové z Vídně. V hrobce je pohřben Remigius a jeho manželka Paula (Paulína), Remigius, Paul, Amálie von Bergamin. Hrobka byla původně v Liboci, po zrušení tamního hřbitova přenesena na zdejší hřbitov.[3]
- Tři hrobky rozvětvené rodiny Kubrovy, ruzyňských rolníků a statkářů, z nichž dva byli zvoleni starosty Ruzyně
- Hromadný hrob 19 vojáků 3. pluku 1. pěší divize Ruské osvobozenecké armády (ROA), padlých 6. května 1945 při osvobozování letiště v Ruzyni[4]
- Zrušen byl hrob amerického pilota, kapitána Roberta B. Holmese, který se svou stíhačkou Mustang havaroval 16. dubna 1945 v lese v Divoké Šárce. Po válce Američané jeho ostatky exhumovali a pohřbili je na americkém válečném hřbitově v Saint Avold ve Francii, na žádost rodiny byl později pohřben na Fort Snelling National Cemetery, jižně od Minneapolis ve státě Minnesota v USA [5]. Na místě katastrofy v lese je umístěn památník.

## Galerie

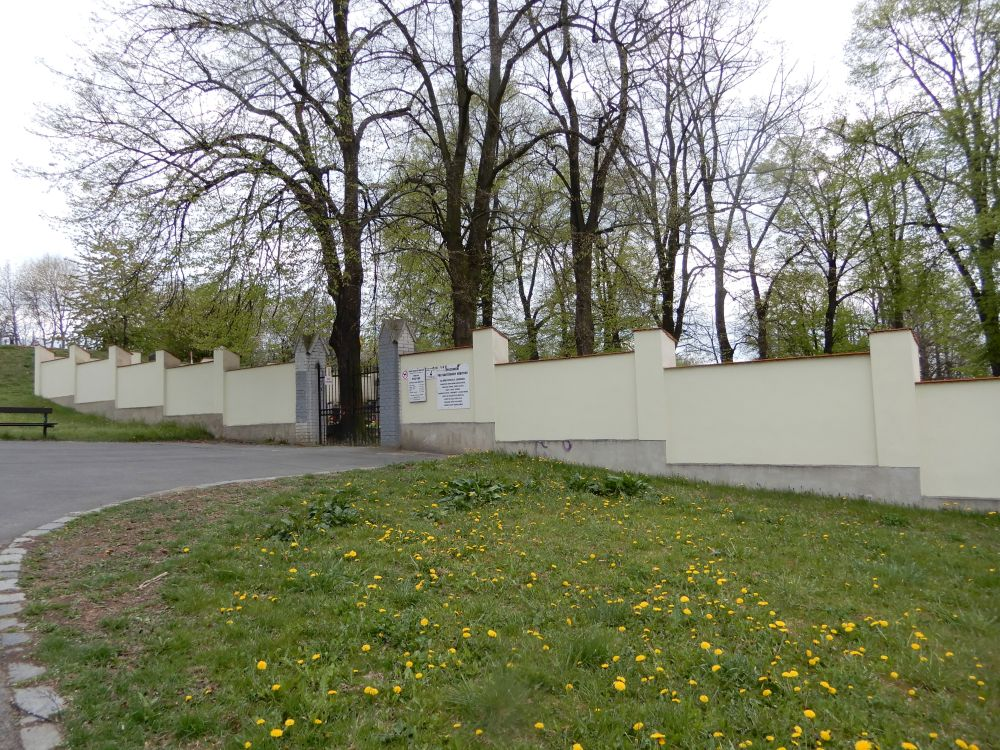
Ruzyňský hřbitov - cesta k vstupní bráně
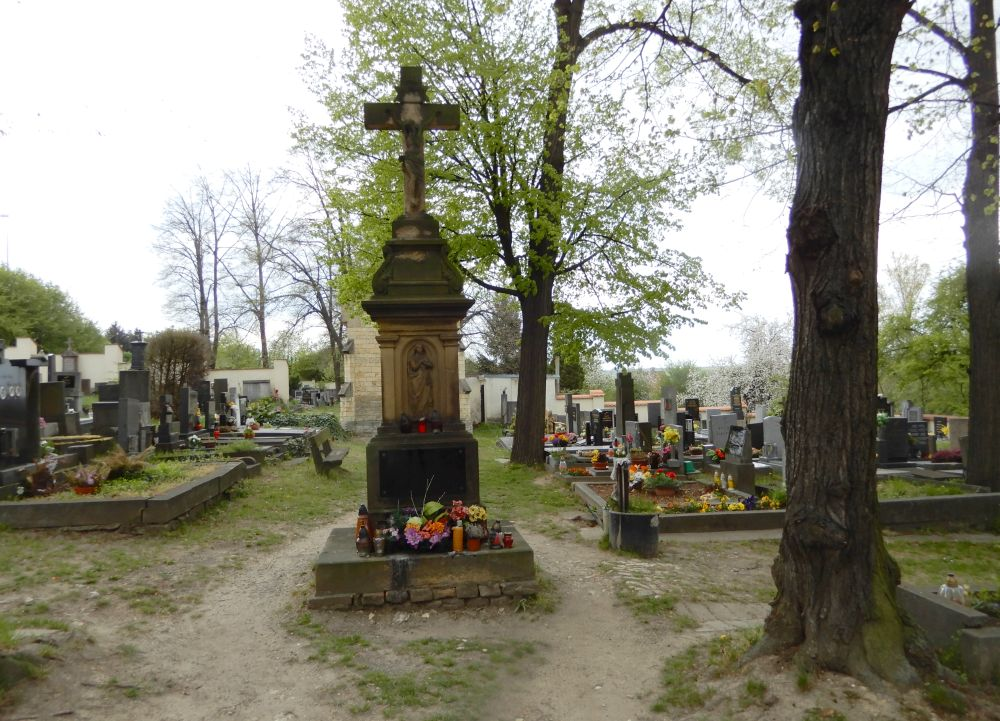
Kamenný kříž (1902)
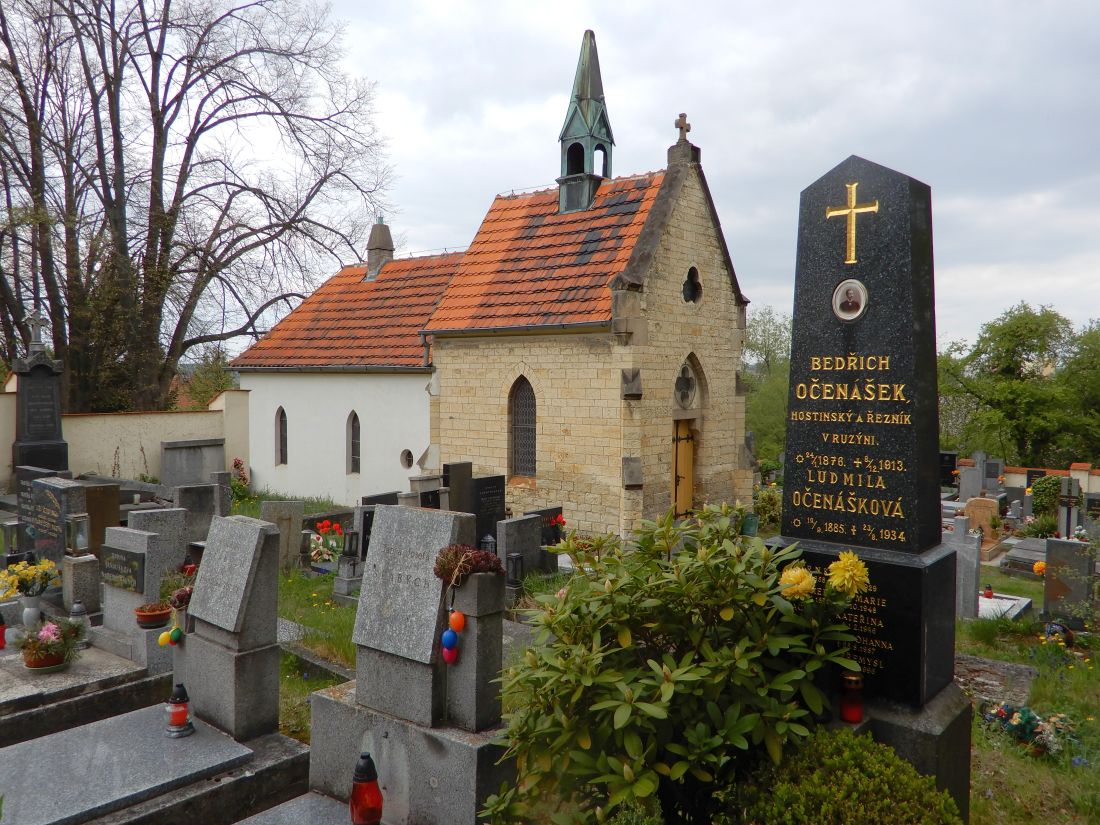
Kaple sv. Václava a márnice
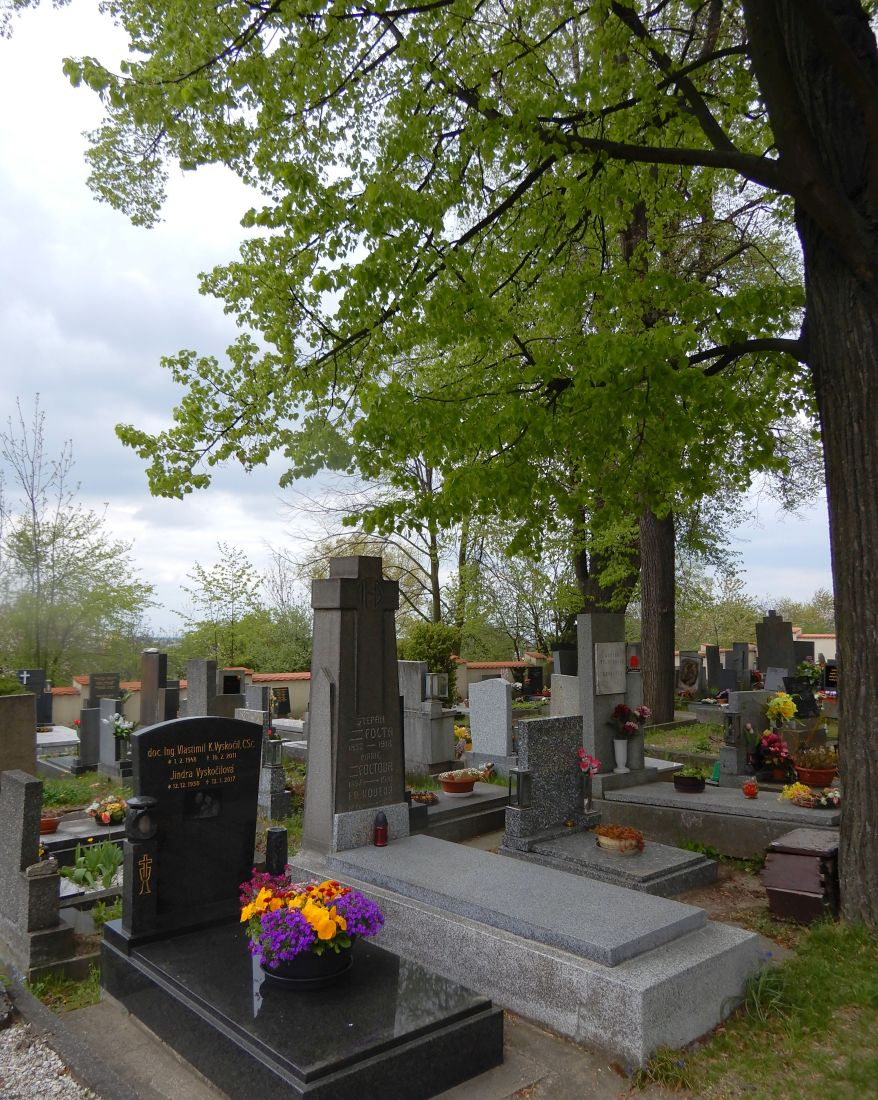
Hroby
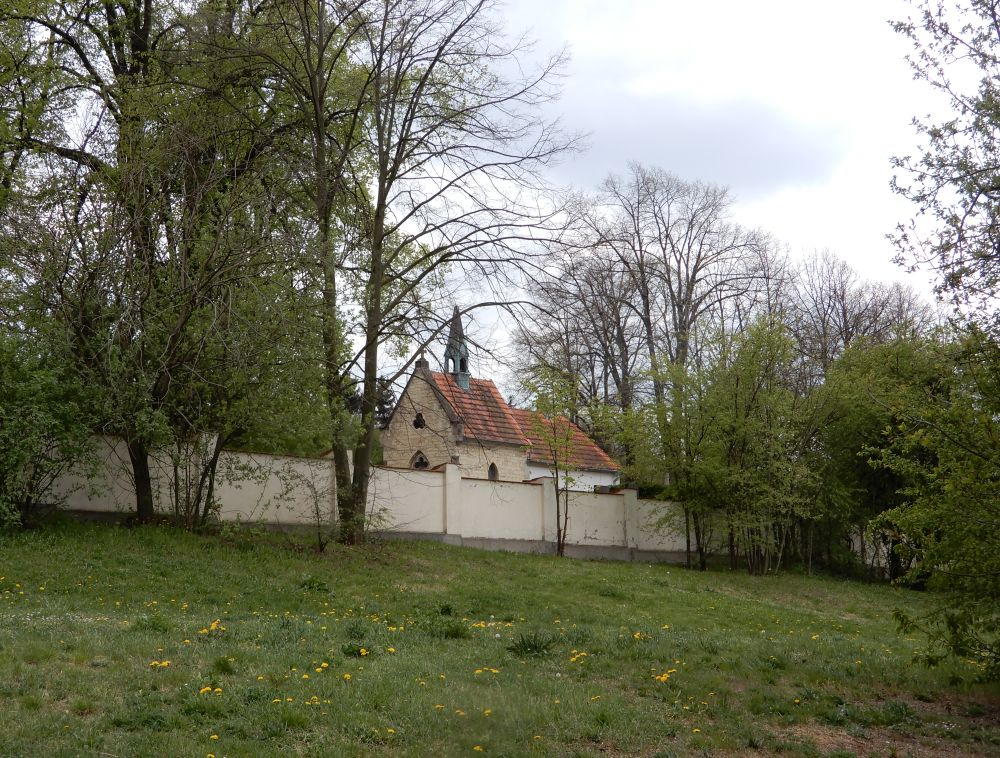
Pohled od schodů ulice Pod hřbitovem